# Miocora lugubris
Miocora lugubris – gatunek ważki z rodziny Polythoridae. Występuje w północno-zachodniej Ameryce Południowej – na kilku stanowiskach w górach zachodniej Kolumbii.